# Steve Eastin
Steve Eastin, född 22 juni 1948 i Colorado,  är en amerikansk skådespelare.

## Filmografi (urval)
- 1972 – Joe Kidd
- 1976 – Wonder Woman (TV-serie) (1 avsnitt)
- 1977 – Familjen Walton (TV-serie) (1 avsnitt)
- 1977 – Lilla huset på prärien (TV-serie) (1 avsnitt)
- 1979 – CHiPs (TV-serie) (1 avsnitt)
- 1984 – St. Elsewhere (TV-serie) (1 avsnitt)
- 1984 – T.J. Hooker (TV-serie) (1 avsnitt)
- 1985 – Spanarna på Hill Street (TV-serie) (1 avsnitt)
- 1985 – The A-Team (TV-serie) (1 avsnitt)
- 1985–1989 – Våra bästa år (TV-serie) (45 avsnitt)
- 1986 – MacGyver (TV-serie) (1 avsnitt)
- 1987 – Cagney och Lacey (TV-serie) (1 avsnitt)
- 1987 – Par i brott (TV-serie) (1 avsnitt)
- 1989 – Drömmarnas fält
- 1990 – Maktkamp på Falcon Crest (TV-serie) (1 avsnitt)
- 1990 – Matlock (TV-serie) (1 avsnitt)
- 1992 – Seinfeld (TV-serie) (1 avsnitt)
- 1993 – Dr Howser (TV-serie) (1 avsnitt)
- 1993 – Lagens änglar (TV-serie) (1 avsnitt)
- 1994 – Arkiv X (TV-serie) (1 avsnitt)
- 1994 – Småstadsliv (TV-serie) (1 avsnitt)
- 1995 – Cityakuten (TV-serie) (1 avsnitt)
- 1995–1996 – Diagnos mord (TV-serie) (2 avsnitt)
- 1995 – Lois & Clark (TV-serie) (1 avsnitt)
- 1996 – Kameleonten (TV-serie) (1 avsnitt)
- 1996 – Murphy Brown (TV-serie) (1 avsnitt)
- 1997 – Con Air
- 1997 – Little Bigfoot 2 – resan hem
- 1997 – Melrose Place (TV-serie) (1 avsnitt)
- 1997–1998 – På heder och samvete (TV-serie) (2 avsnitt)
- 1999 – Pensacola - vingar av guld (TV-serie) (1 avsnitt)
- 2000 – Chicago Hope (TV-serie) (1 avsnitt)
- 2000 – Felicity (TV-serie) (1 avsnitt)
- 2000 – Vem dömer Amy? (TV-serie) (1 avsnitt)
- 2001 – The District (TV-serie) (1 avsnitt)
- 2001 – På spaning i New York (TV-serie) (1 avsnitt)
- 2002 – Catch Me If You Can
- 2002–2005 – Gilmore Girls (TV-serie) (2 avsnitt)
- 2003 – A Man Apart
- 2003 – Brottskod: Försvunnen (TV-serie) (1 avsnitt)
- 2003 – Matchstick Men
- 2010 – Dexter (TV-serie) (3 avsnitt)
- 2010 – NCIS (TV-serie) (1 avsnitt)
- 2012 – In Plain Sight (TV-serie) (2 avsnitt)
- 2023 – Killers of the Flower Moon